# Domenico Cantatore
Domenico Cantatore (Ruvo di Puglia, 16 marzo 1906 – Parigi, 22 maggio 1998) è stato un pittore, illustratore e scrittore italiano.

## Biografia
Nato e cresciuto a Ruvo di Puglia, fu l'ultimo figlio di una famiglia composta da otto fratelli. Patì la fame e la povertà, tuttavia a 18 anni, sotto la spinta di Benedetto Nardi, divenne decoratore di stanze. Dalla Puglia però nel 1922 si trasferisce prima a Roma, dove raggiunge suo fratello Giuseppe Cantatore (1892-1942), anch’egli pittore, e poi a Milano nel 1925, dove inizia a dipingere e a frequentare il gruppo di artisti legati al movimento artistico e letterario Corrente e nel 1930 tiene la sua prima personale alla Galleria d'arte moderna. Nel capoluogo lombardo divenne stretto amico di Carlo Carrà, Alfonso Gatto, Leonardo Sinisgalli del Premio Nobel per la letteratura Salvatore Quasimodo e del candidato al premio Nobel nel medesimo settore Hrand Nazariantz, poeta armeno esule in Puglia dopo il genocidio armeno, cui dedicò tra l'altro un ritratto oggi disperso di cui restano alcune riproduzioni fotografiche. Fu amico intimo soprattutto di Raffaele Carrieri, pugliese come lui.
Grazie all'aiuto di un amico, nel 1932 si trasferì povero a Parigi, dove conobbe a fondo gli impressionisti, nonché la pittura di Pablo Picasso, Amedeo Modigliani ed Henri Matisse, dunque la corrente dei fauves. Qui incontrò anche gli italiani Carlo Levi e Filippo de Pisis, ma del periodo parigino restano solo un quaderno e qualche acquaforte puntasecca (tecnica incisoria). Tornato a Milano, nel 1934 espose alla Galleria del Milione i disegni del periodo parigino.
Diventato famoso a livello europeo, nel 1940 gli fu assegnata, per chiara fama, la cattedra di Figura presso l'Accademia di belle arti di Brera, succedendo così ad Aldo Carpi: poi offrì tale cattedra al suo allievo Natale Addamiano nel 1976. Nel 1948 conobbe Giorgio Morandi, dal quale assimilò il realismo.
Partecipò successivamente al Premio Bergamo, alla Biennale di Venezia, dove gli dedicarono pareti e sale personali, poi alla Quadriennale di Roma, dove entrò a far parte della commissione per gl'ipppnviti della VII edizione del 1955. Nel 1956 si recò in Spagna dove riscoprì i colori caldi e luminosi del meridione, così da questo momento fino agli anni ottanta si concentrò particolarmente su paesaggi e figure umane: il protagonista indiscusso delle sue opere fu il suo Sud, abbandonato in giovane età ma fatto rivivere sulle sue tele, dipingendo tramonti, paesaggi collinari ma soprattutto i suoi "nodosi" uomini del sud, i confratelli e i riti della Settimana Santa ruvese e le donne, a volte del sud e vestite in nero, oppure le sue sinuose "odalische".
Cantatore si mise alla prova anche come scrittore, mettendo nero su bianco le sue memorie di ragazzo ruvese, prima sulle pagine de L'Ambrosiano, poi raccogliendo i suoi racconti in libri, come Il pittore di stanze del 1944 e Ritorno al paese del 1966. Nel 1965 infatti fu organizzata a Ruvo di Puglia una grande manifestazione in suo onore, alla quale prese parte anche Quasimodo, da poco insignito del Premio Nobel; per l'occasione furono proiettati alcuni documentari sulla vita del pittore e lo stesso Cantatore, presente all'incontro, fu premiato con una medaglia d'oro.
Continuando a insegnare, si rese protagonista di altre mostre e tornò con più frequenza a visitare il suo paese natio. Conobbe diversi pittori del fauvismo: con loro ha condiviso la tecnica unita ai soggetti che l'hanno reso popolare e facilmente riconoscibile. Per molti anni frequentò  assiduamente nei periodi estivi le Marche  e Montefiore dell'Aso dove risiedeva parte della sua famiglia di origine e dove s'ispirò per molti suoi paesaggi; da questi soggiorni, a detta dell'artista, trovò nuova linfa per la sua opera e, come segno della sua gratitudine, egli fece dono al Comune di una collezione di opere grafiche oggi gelosamente custodita all'interno del "Polo museale di san Francesco", accanto a opere di Carlo Crivelli (famoso trittico del 1400) e Adolfo De Carolis, celebre pittore di Montefiore .
Morì il 22 maggio 1998 mentre visitava i luoghi della sua giovinezza a Parigi, all'età di 92 anni.
Di grande pregio il suo lavoro di grafica d'autore, che comprende acqueforti, acquetinte, puntesecche, litografie e serigrafie.

## Opere
- Il pittore di stanze, Garotto, 1944.
- Ritorno al paese, Adriatica editrice, 1966.
- Il bacio e altre storie, Pellicani, 1988.
- Dipinto di donna, Casa della cultura di Palmi.